# 古蛸科
古蛸科（学名：Palaeoctopodidae）为八腕目的一个科。

## 下级分类
本科包括以下属：
- Keuppia Fuchs, Bracchi & Weis, 2009
- † 古蛸属 Palaeoctopus Woodward, 1896